# Manoir de Boisjourdan
Le manoir de Boisjourdan  est un logis seigneurial, offert par le duc de Bretagne François II (1435-1488), à son secrétaire Pierre Raboceau (14..-15. )

## Situation géographique
Le manoir de Boisjourdan fut enchâssé au XIXe siècle dans un immeuble de style néoclassique, appelé "Îlot Datin", sis dans la rue dite jadis : La Malrue ou Mauvaise rue aujourd'hui au XXIe siècle dénommée : rue Waldeck-Rousseau, et place de l'abbé Corbillé, derrière l'église, au centre du bourg de la commune de  Bouvron
Si cet îlot est mis en valeur par une restauration judicieuse, réalisée par des professionnels du monde de la restauration de bâtiments anciens, il est évident que ce lieu peut devenir dans ces conditions un site emblématique de Bouvron si une étude de faisabilité financière est judicieusement menée.
Le village fait partie du pôle d'attraction de Saint-Nazaire à 36km; Nantes à 40km et Savenay à 10km.

## Historique
Ce logis est un exemple rare d'une chambre noble médiévale encore debout avec un passé de 600 ans d'histoire, sans qu'aucun entretien ne soit fait pour sa bonne conservation, ce qui démontre bien la qualité des matériaux et des personnels l'ayant réalisé.

### XVesiècle
Le 4 janvier 1453, le duc Pierre II, en sa ville de Châteaubriant accordé à son secrétaire Pierre Raboceau des lettres de franchises et d'exemption de fouage
En 1460, le duc François II fondé l'Université de Nantes
Le duc François II, n'est pas en très bons termes avec le roi de France Louis XI, dont un des points de départ résulte de la double nomination d'Amaury d'Acigné au siège épiscopal de Nantes, le 29 mars 1462 et d'Arthur de Montauban à l'abbaye de Redon.

### XXIesiècle
En 2012, la municipalité dirigée par son maire, monsieur Marcel Verger, rachète "l'îlot Datin", en projetant sa réhabilitation dans un cadre historique rénové.
Cette équipe n'ayant pas été reconduite, la nouvelle équipe que dirige monsieur Emmanuel Van Brackel, se propose de raser les bâtiments pour reconstruire des logements neufs et deux commerces.
En 2020, l'association historique locale : Bouvron Patrimoine, alerte par la voix de son  président monsieur Vincent Guiné, les services de l'État : la DRAC des Pays de Loire-Atlantique et se déplace pour faire un état des lieux, puis demande à la municipalité de faire une étude archéologique. L'INRAP est missionné pour opération entre les 23 avril et 13 mai 2022. Deux jours avant la venue de cet organisme un avis se démolition est apposé sur l'îlot.

## Architecture
La cheminée à manteau droit, en granite armoriée, du blason de Pierre Raboceau, au centre du linteau monolithe de la chambre haute, est adossée au mur de refend ouest, (ancien pignon), supporté par deux colonnes.
Une grosse poutre et de petites solives supportant une terrasse faites de torchis et de bardeaux de bois, avec des enduits de torchis et un chaulage sur les murs.
Les murs nord et Ouest, présentent une maçonnerie en appareillage, le choix des pierres de moellons de gabarits et de calibres sont typiques des constructions du XIVe siècle
La chambre haute est dans un état de conservation incroyable malgré le manque total d'entretien à travers les siècles. Les murs modernes sont enduits de plâtre et laisse apparaître une ouverture aux parement de tuffeau sculpté dans un mur de 80 cm d'épaisseur, et autre ouverture appareillée en granite taillée dans le mur sud de la bâtisse.

## Propriétaires
- Pierre Raboceau(v.1440)[3],[4], secrétaire ducal de 1459 à 1471. Pierre Raboceau avait son neveu Jacques Raboceau qui fut également secrétaire du duc de Bretagne de 1463 à 1476[5].Garde du sceau des actes du Conseil ou contre-sceau de la Chancellerie[6]

Il servit successivement :
- Pierre II de Bretagne (1417-1457), comte de Montfort, et duc de Bretagne de 1450 à 1457

- François II de Bretagne (1435-1488), comte de Montfort et duc de Bretagne de 1458 à 1488[7]

## Armoiries

### Armes des Raboceau
« D'argent à un rencontre de cerf de gueules accompagné en chef de deux oiseaux de sable »

## Autres personnalités familiales
- Guillaume Raboceau, est en 1515: « Église Saint-Nicolas de Nantes Guill. Raboceau " conterolleur" des oeuvres de la ville..  »[8]